# Nino Cesarini

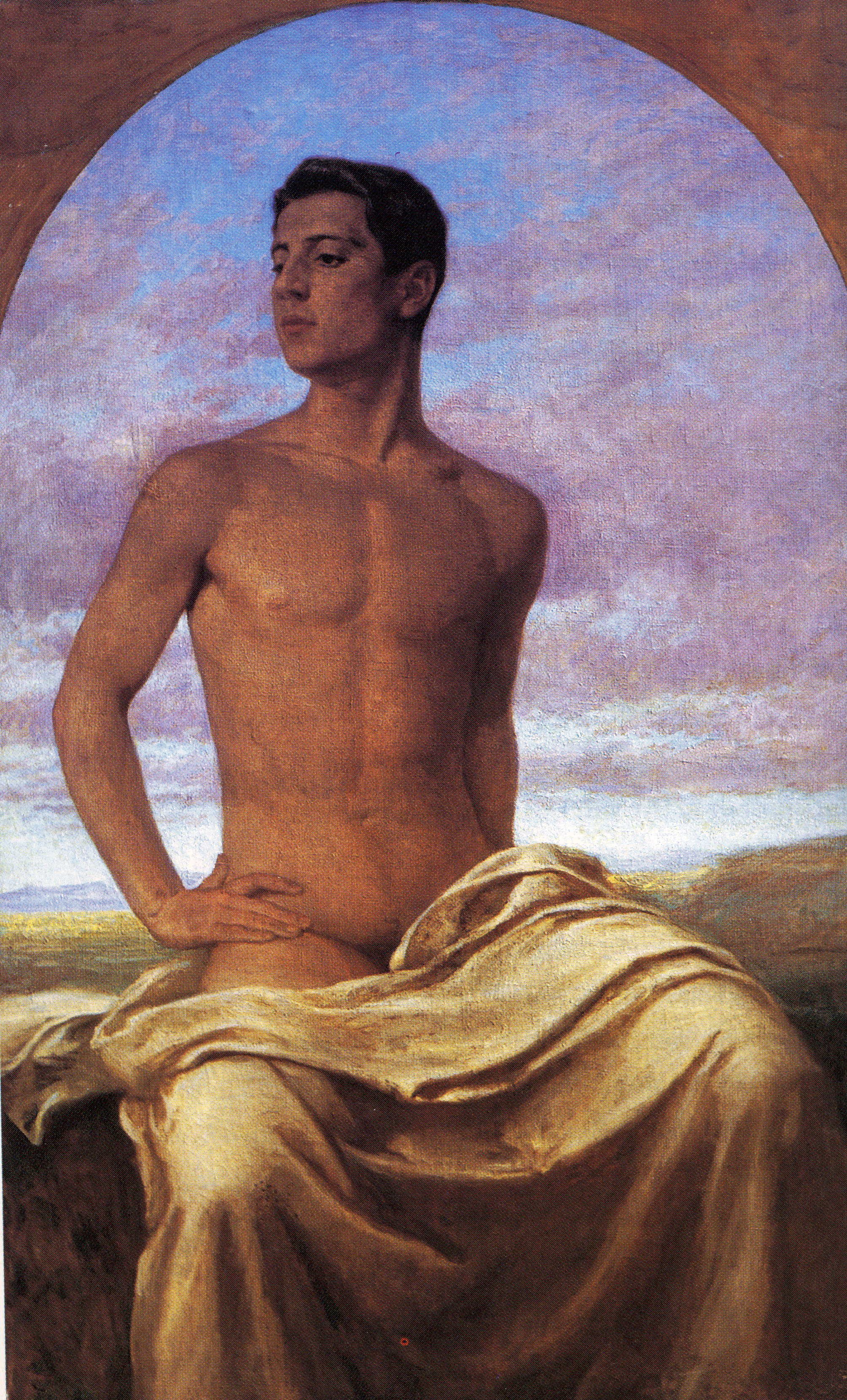
Nino, zwischen 1904 und 1908 gemalt von Paul Hoecker

Antonio „Nino“ Cesarini (* 30. September 1889 in Rom; † 25. Oktober 1943 ebenda) war ein italienisches Modell. Bekannt wurde er durch seine Beziehung zu dem französischen Aristokraten, Autor und Dichter Jacques d’Adelswärd-Fersen, mit dem er von 1904 bis 1923 auf der Insel Capri lebte.

## Leben

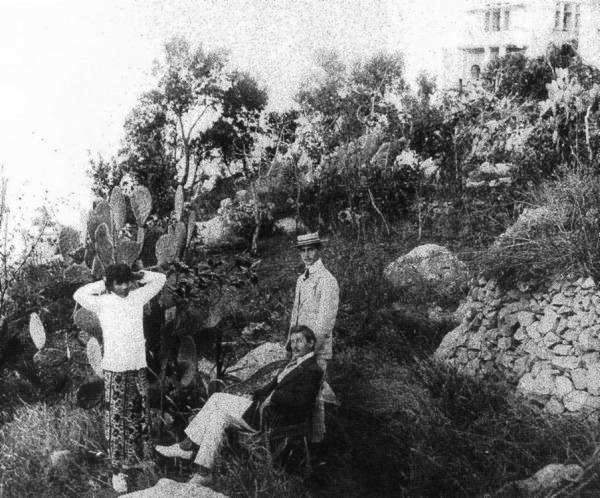
Jacques d’Adelswärd-Fersen und Nino Cesarini mit einem ihrer ceylonesischen Diener auf Capri, 1905

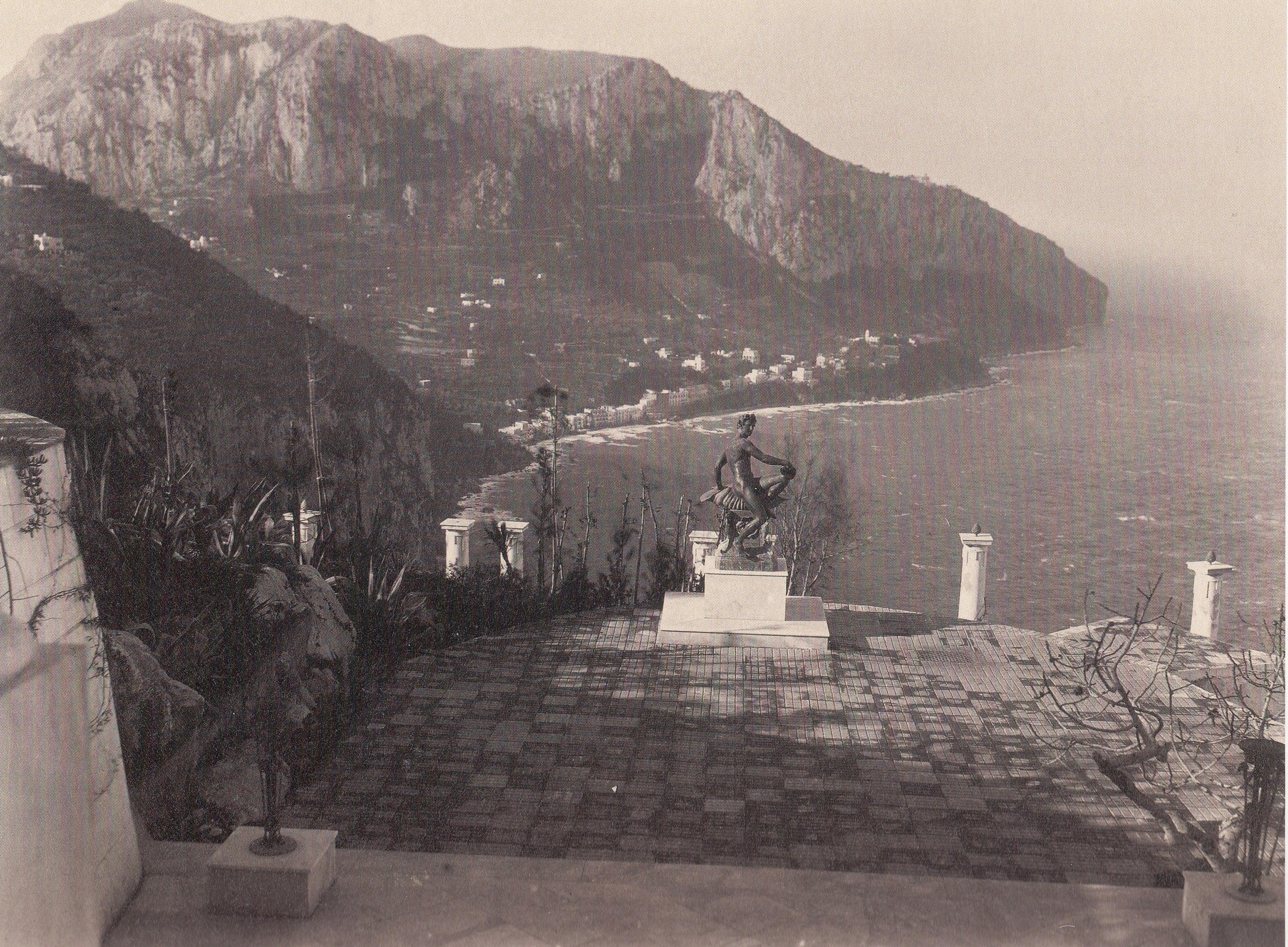
Bronzedenkmal des Bildhauers Francesco Jerace (1853–1937) mit der Darstellung von Nino Cesarini, das Fersen um 1906 an der Villa Lysis aufstellen ließ – Foto von Wilhelm Plüschow, um 1906

Nino Cesarini arbeitete als 14-Jähriger auf einer Baustelle in Rom, als er den 24-jährigen französischen Baron Jacques d’Adelswärd-Fersen kennenlernte. Mit dem Einverständnis der Eltern nahm ihn der Baron als „Sekretär“ mit auf die Insel Capri, wohin jener sich nach einem Skandal und Prozess in Paris wegen „Verleitung von Minderjährigen zu Ausschweifungen“ zurückgezogen hatte. Im Fin de Siècle hatte sich Capri zu einer Destination für homosexuelle Künstler entwickelt, woran dem Maler Christian Wilhelm Allers, der dort seit 1892 eine Villa besaß, ein Anteil zugeschrieben wird. Der Krupp-Skandal 1902 zog internationale Aufmerksamkeit auf diesen Umstand. 
Die persönliche Beziehung zwischen dem Baron und Cesarini, die durch Asymmetrie in gesellschaftlichem Stand, Vermögen und Bildung gekennzeichnet war, entwickelte sich zu einer dauerhaften Partnerschaft. Künstlerisch inszenierten sie zusammen und mit Mitspielern neopagane, homoerotische, am Mithraismus angelehnte Rituale mit dem Charakter von Bacchanalien. Als Muse inspirierte Cesarini den Baron in seinem literarischen Schaffen. So zeigt dessen 1907 publizierter Roman Une Jeunesse zahlreiche autobiografische Parallelen und ist neben einigen Gedichten Cesarini gewidmet. Mit Ausnahme einer Dienstzeit Cesarinis beim italienischen Militär (1909–1911) wohnten und reisten sie fast ständig zusammen. Der Eintritt Italiens in den Ersten Weltkrieg brachte eine weitere, kurzzeitige Trennung der beiden mit sich. Bald zog sich Cesarini in einer Schlacht eine Verletzung zu, der nach einem Krankenhausaufenthalt in Mailand seine Entlassung aus dem Kriegsdienst folgte. Mit Jacques d’Adelswärd-Fersen hatte er dann noch zwölf gemeinsame Jahre. Bei dessen Tod im Alter von 43 Jahren, der 1923 durch eine Überdosis Kokain im Rauchsalon ihres Capreser Wohnsitzes, der Villa Lysis, eintrat, war Cesarini als Erbe einer Summe von 300.000 Franc und als Begünstigter eines lebenslangen Nießbrauchs an der Villa eingesetzt.
Da seine wirtschaftlichen Möglichkeiten die Unterhaltskosten der Villa nicht decken konnten, versuchte Cesarini für einige Jahre, sie zu vermieten. Als Mieter fand er einen amerikanischen Pianisten und einen berühmten Modefotografen. Die Schwester des Erblassers und Erbin der Villa, Germaine (1888–1973), die in Neapel mit dem Senator Marquis Alfredo Capece Minutolo di Bugnano (1871–1942) verheiratet war und durch ihren Gatten über Einfluss verfügte, konnte als Eigentümerin erreichen, dass die der Homosexualität verdächtigten Mieter „aus Gründen der öffentlichen Ordnung und wegen Sittenwidrigkeit“ des Landes verwiesen wurden. Unter der Last der hohen Unterhaltungskosten, die Cesarini infolgedessen nicht mehr durch Mieteinnahmen kompensieren konnte, veräußerte er das Nießbrauchrecht schließlich an seine Widersacherin für 200.000 Lire.

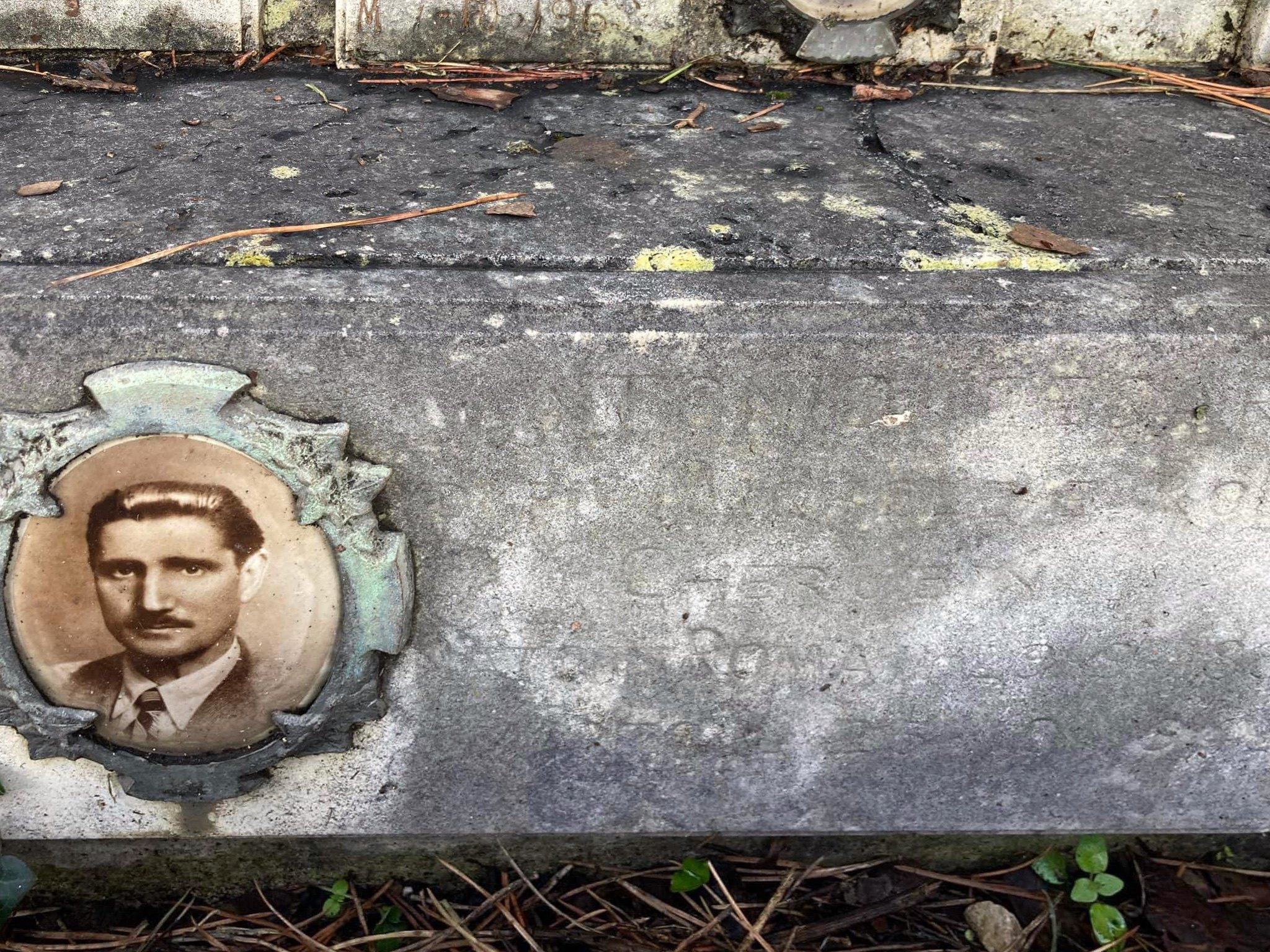
Grab von Nino Cesarini auf dem Campo Verano, Rom

In Rom lebte Cesarini von einem Zeitungskiosk an der Via Veneto und zwei weiteren Geschäften in anderen Stadtteilen. Infolge Drogenmissbrauchs (Opium und Kokain), an den er sich durch sein Leben mit Baron Fersen gewöhnt hatte, erkrankte er jedoch. Er starb im Alter von 54 Jahren. Bestattet wurde er auf dem Campo Verano.
Die Lebensgeschichte von Nino Cesarini wurde 1959 durch Roger Peyrefittes Roman L’Exilé de Capri bekannt. Überliefert ist sein Bild durch homoerotisch inspirierte Gemälde des deutschen Malers Paul Hoecker, der auf seinen Italienreisen Baron Fersen und Cesarini kennengelernt hatte, ferner durch ein Bronzedenkmal des Bildhauers Francesco Jerace (1853–1937), das Baron Fersen um 1906 im Garten der Villa Lysis aufstellen ließ. Auch soll er auf einigen Bildern des Fotografen Wilhelm Plüschow zu sehen sein.